# Reyno
Reyno è una città degli Stati Uniti d'America situata nello Stato dell'Arkansas, nella Contea di Randolph.